# 鹿児島市史
鹿児島市史（かごしましし）は、鹿児島県鹿児島市の自治体史である。大正時代に2巻、昭和から平成にかけて5巻が刊行されている。

## 1916年の鹿児島市史
1916年（大正5年）3月15日に刊行された市史である。1889年（明治22年）の市制施行から1912年（明治45年）までの内容が記載されている。
総説（位置、沿革概要、地勢、気象）・市成立・市会・市参事会・庁務・学事（小学校・実業学校）・産業・衛生（総説、病院、水道）・兵事・土木・交通（鉄道・築港）・警備（消防機関、風災、火災、水災、救荒豫備蓄積金）・報時機関・公園・鶴駕奉迎・外交（露國皇太子ニコラス親王殿下ノ御來遊、露國太平洋艦隊所屬軍艦ノ來港、改正條約實施祝賀會、日英同盟祝賀会、英國艦隊ノ來港英國大使マグドナルドノ來麑、國賓英國皇族アーサーオフコンノート親王殿下ノ御來麑、英國東洋艦隊入港、墺國軍艦ノ來港、獨逸軍艦ノ入港、英國軍艦來港、英國ラムトン提督ノ來麑、英國「マンモース」號復タ來ル、英國支那艦隊中二英艦ノ來港、日韓併合）・雜纂の節から構成されている。
1916年（大正5年）の鹿児島市史は著作権の保護期間が満了し（パブリックドメイン）、国立国会図書館デジタルコレクションで公開されている（NDLJP:1901454）。

## 1924年の鹿児島市史
1924年（大正13年）6月16日に刊行された市史である。1912年（大正元年）から1926年（大正15年）までの内容が記載されている。
總説・明治天皇崩御・御即位禮・立太子禮・東宮殿下奉迎・鹿児島開港由来・西郷大久保両雄誕生地・島津三公銅像・島津三公銅像位置・南洲翁終焉之地・大中公三百五十年祭・森子爵生誕の地・薩摩義士碑建設・国勢調査・戊辰役五十年祭・城山公園経営・平和克復祝賀会・島津公爵渡欧送別会・皇太后崩御と遙拜・桐野利秋以下贈位報告祭・鹿児島市長更任・乃木靜子夫人銅像・鹿児島市の工藝品・鹿児島市の農業・桜島大爆発・土工費・興國寺墓地改修・午砲取替・武町耕地整理・孝子池田正右衞門二百年追弔会・教育参考館・高見橋架橋・鹿児島座・市青年団の組織・冷水道路改修・上水道通水式・南林寺墓地跡道路予定線・南林寺墓地の整理・教育・防疫事務伝染病患者数・税務各統計表・電話局敷地提供顛末・戸柱橋の改修・電鐵岩崎線工事中止・海岸通改修・洲崎海面埋立・市上水道成る・上水道内容の節から構成されている。
1924年（大正13年）の鹿児島市史は著作権の保護期間が満了し（パブリックドメイン）、国立国会図書館デジタルコレクションで公開されている（NDLJP:978750）。

## 1969年-2015年の鹿児島市史
1964年（昭和39年）3月28日の鹿児島市議会において「鹿児島市史」発刊の要望がなされ、その後鹿児島市史編さん委員会が組織され、1965年（昭和40年）8月27日に第1回鹿児島市編さん委員会が開催されることとなり、元鹿児島市長であり郷土史家である勝目清が編さん委員長に選出された。鹿児島市史の編纂は鹿児島市の市制施行80周年記念事業として行われることとなった。編さん委員は鹿児島市の広報誌である「鹿児島市政だより」において民間に埋もれている資料の提供を呼びかけた。
編さん委員のうち五味克夫（第一巻・第三巻）、芳即正・四本健光（第一巻）、岩元和秋・北川鉄三・桃園恵真（第二巻）が執筆担当責任者として委嘱された。ほかにも当時鹿児島県立図書館長を務めており、椋鳩十のペンネームで知られる小説家久保田彦穂が編さん委員として加わっていた。1969年（昭和44年）に第1巻、1970年（昭和45年）に第2巻、1971年（昭和46年）に第3巻がそれぞれ刊行された。
第4巻は、1989年（平成元年）に市制施行100年記念として刊行された。内容は第1巻から第3巻の続編となる谷山市合併から1989年（平成元年）までの20年間についてである。編纂・執筆は鹿児島市に本社を置く南日本新聞が行った。
2011年（平成23年）度に「鹿児島市史等電子データ化事業」として予算化され、昭和から平成にかけて刊行された鹿児島市史などがデジタル化され鹿児島市のウェブサイトで公開された。
第5巻は、2013年（平成25年）に市制施行125周年を機に編纂されたものであり、1989年（平成元年）から2013年（平成25年）までの25年間が記載されており、第6編では2004年（平成16年）に編入された5町編入前の内容についても触れられている。第4巻に引き続き編纂・執筆は南日本新聞が行った。
| 巻數  | 内容                                              | ページ数 | 刊行年月日    | 編纂                   | リンク                             |
| ----- | ------------------------------------------------- | -------- | ------------- | ---------------------- | ---------------------------------- |
| 第1巻 | 原始時代から1889年（明治22年）4月の市制施行まで   | 784      | 1969年2月28日 | 鹿児島市史編さん委員会 | 鹿児島市史第1巻（昭和44年2月発行） |
| 第2巻 | 1889年（明治22年）4月の市制施行から谷山市合併まで | 1,140    | 1970年3月25日 | 鹿児島市史編さん委員会 | 鹿児島市史第2巻（昭和45年3月発行） |
| 第3巻 | 古代から近代までに至る関係資料                    | 1,013    | 1971年2月28日 | 鹿児島市史編さん委員会 | 鹿児島市史第3巻（昭和46年2月発行） |
| 第4巻 | 谷山市合併から1989年（平成元年）まで              | 1,037    | 1990年3月15日 | 南日本新聞             | 鹿児島市史第4巻（平成2年3月発行）  |
| 第5巻 | 1989年（平成元年）から2013年（平成25年）まで      | 1,236    | 2015年3月27日 | 南日本新聞             | 鹿児島市史第5巻（平成27年3月発行） |